# 47e Gemotoriseerde Korps
Het 47e Gemotoriseerde Korps (Duits: Generalkommando XXXXVII. Armeekorps (mot.)) was een Duits legerkorps van de Wehrmacht tijdens de Tweede Wereldoorlog. Het korps kwam alleen in actie in de centrale sector van het Oostfront.

## Krijgsgeschiedenis

### Oprichting
Het 47e Gemotoriseerde Korps werd opgericht op 25 november 1940 in Hannover in Wehrkreis XI.

### Inzet

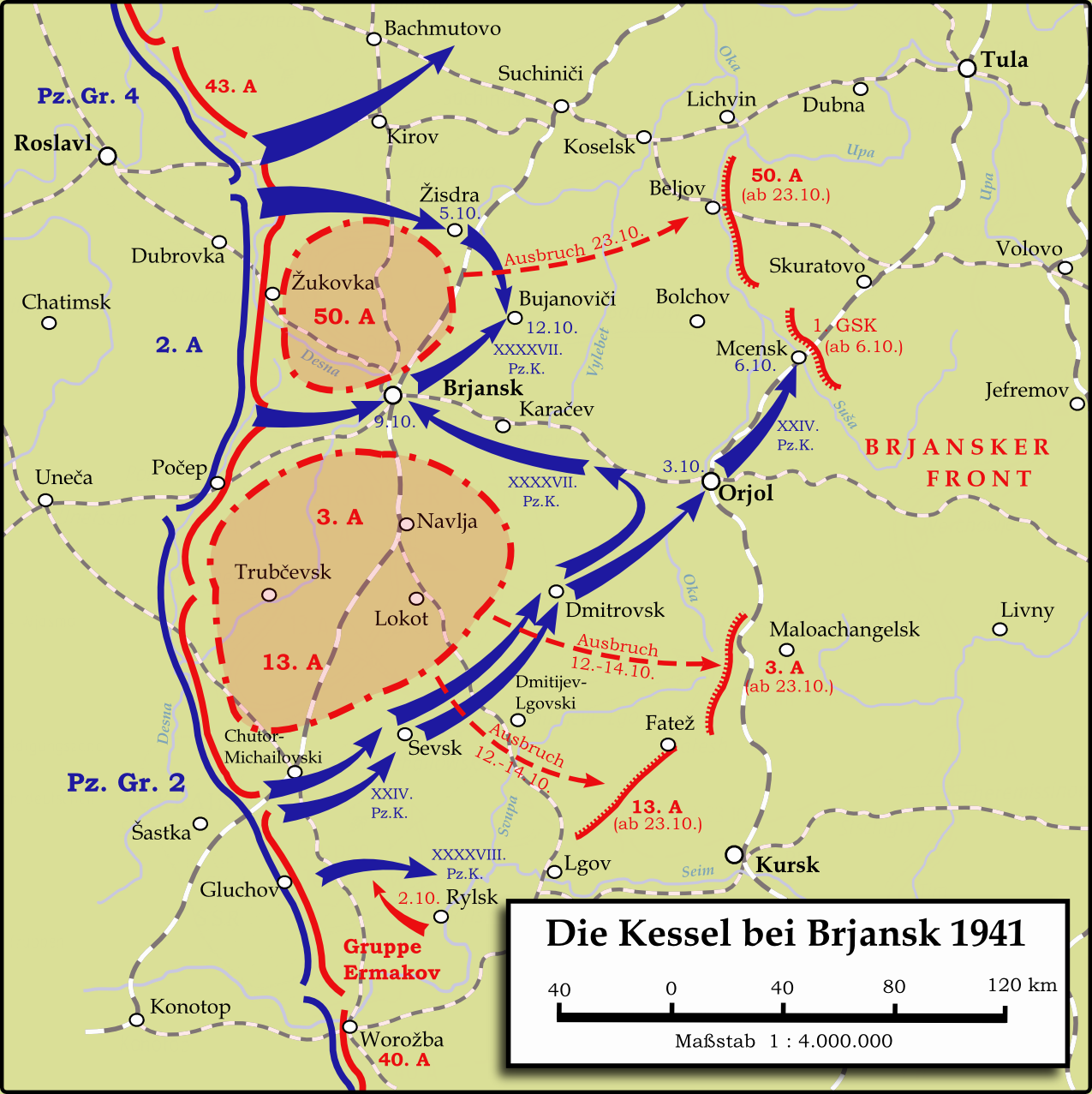
Omsingelingsslag bij Brjansk

Het korps werd in mei-juni 1941 naar het Generaal-gouvernement verplaatst. Bij de aanval op de Sovjet-Unie, Operatie Barbarossa, op 22 juni 1944, maakte het korps deel uit van Panzergruppe 2 en beschikte het korps over de 17e en 18e Pantserdivisies, de 29e Gemotoriseerde Divisie en de 167e Infanteriedivisie. Het korps rukte op over de grens en vormde de binnenste ring tijdens de omsingelingsslag bij Białystok en Minsk (22 juni – 2 juli 1941), rukte verder op naar de Dnjepr en doorbrak de Stalin-linie op 11 juli bij Kopys. Bij de daaropvolgende omsingelingsslag bij Smolensk van 10 juli tot 6 augustus waren het opnieuw de divisies van het korps die de zuidelijke arm van de binnenste ring van de omsingeling vormden en daarbij op 16 juli Smolensk zelf innamen. Eind augustus/begin september draaide het korps naar het zuiden en nam nog steeds als onderdeel van Panzergruppe 2 deel aan de omsingelingsslag om Kiev, waarbij Panzergruppe 1 de zuidelijke tang vormde. In de opmars naar Moskou vanaf 30 september vormde het korps tijdens Operatie Taifun de zuidelijk insluitingsarm rond de pocket van Brjansk, met nog steeds de over de 17e en 18e Pantserdivisies en de 29e Gemotoriseerde Divisie. Daarna verzamelde het korps zich rond Orel en rukte daarna op naar het oosten, waarbij het korps de (open) rechterflank van het 2e Pantserleger vormde en beveiligde. De rest van dit leger rukte op naar Toela. Het korps rukte extreem ver op naar het oosten en bereikte het gebied Michaylov – Chernava tegen 5 december. Vanaf dat moment gingen de Sovjets over tot hun wintertegenoffensief en het korps kreeg te maken met sterke aanvallen van het 10e Sovjetleger en moest terugwijken. Tot het eind van het jaar 1941 werd het korps vervolgens meedogenloos teruggedrongen tot bij Orel. Daar kon eindelijk het front vastgehouden worden. In februari 1942 werd het korps iets verschoven, naar het gebied ten noordoosten van Brjansk (bij Zhizdra), om daar het front te stabiliseren. Dit lukte en vervolgens bleef het korps meerdere maanden in deze sector. Op 2 juni 1942 beschikte het korps over de 17e en 18e Pantserdivisies en de 208e, 211e, 216e (2 regimenten) en 339e Infanteriedivisies. Het korps had op dat moment ook nog steeds Sovjettroepen en partizanen in zijn rug.
Het 47e Gemotoriseerde Korps werd op 21 juni 1942 bij Zhizdra in Rusland omgedoopt in het 47e Pantserkorps.

## Bovenliggende bevelslagen
| Leger          | Legergroep         | Plaats/regio                   | Begin            | Eind           |
| -------------- | ------------------ | ------------------------------ | ---------------- | -------------- |
| 11. Armee      | Heeresgruppe C     | Heimat                         | 25 november 1940 | mei 1941       |
| Panzergruppe 2 | OKH                | Heimat                         | mei 1941         | juni 1941      |
| Panzergruppe 2 | Heeresgruppe Mitte | Minsk, Smolensk, Kiev, Brjansk | juni 1941        | 5 oktober 1941 |
| 2. Panzerarmee | Heeresgruppe Mitte | Brjansk, Orel, Brjansk         | 5 oktober 1941   | 21 juni 1942   |

## Commandanten

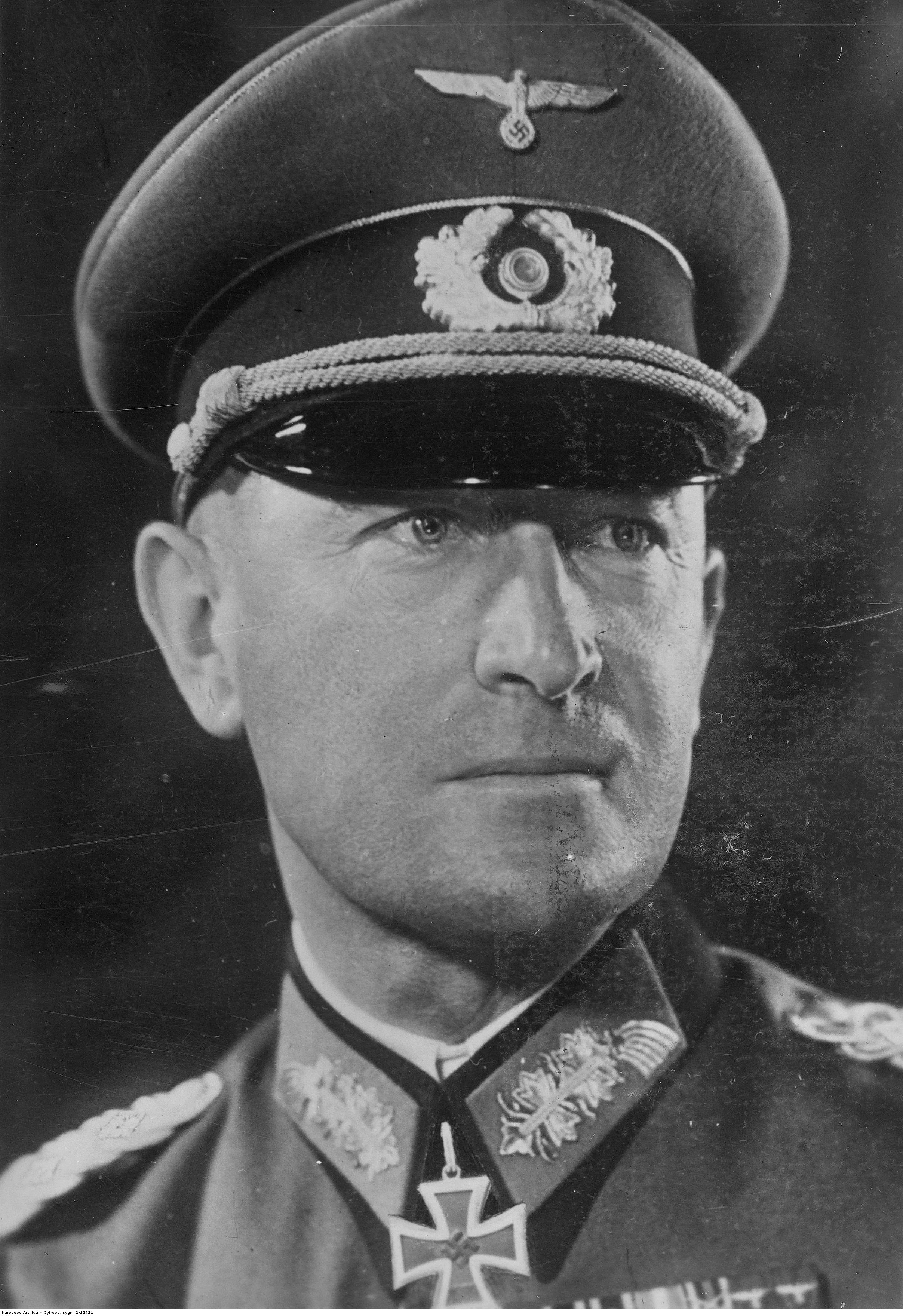
General Joachim Lemelsen

| Rang                                                                | Naam             | Begin            | Eind         |
| ------------------------------------------------------------------- | ---------------- | ---------------- | ------------ |
| General der Artillerie General der Panzertruppe (vanaf 4 juni 1941) | Joachim Lemelsen | 25 november 1940 | 21 juni 1942 |